# Bruchophagus saxatilis
Bruchophagus saxatilis är en stekelart som beskrevs av Zerova 1975. Bruchophagus saxatilis ingår i släktet Bruchophagus och familjen kragglanssteklar. Inga underarter finns listade.